# Svensk tidskrift
Svensk Tidskrift (SvT) er et formelt politisk ubundet svensk idétidskrift, oprettet i sin yngste form i 1911 af Eli F. Heckscher og Gösta Bagge. Svensk Tidskrift er blevet karakteriseret som stående nær Moderata samlingspartiet men betegner sig som "en partipolitisk uafhængig tænketank med værdigrundlag i de liberale og konservative idêer". Redaktør er Amanda Wollstad.

## Historie
Svensk Tidskrift var en fortsættelse af Ny svensk tidskrift, som 1891–1895 blev udgivet af Frans Alexander von Scheele i Uppsala. Dette tidsskrift indeholdt originale artikler om etik, filosofi, historie, nationaløkonomi, religiøse og kirkelige spørgsmål, litteraturhistorie og aktuelle politiske spørgsmål, især om forsvaret, af udgiveren, Lawrence Heap Åberg, Carl Otto Nordensvan, Harald Hjärne med flere samt bidrag af blandt andre Erik Axel Karlfeldt, Selma Lagerlöf og Viktor Rydberg. 
En fortsættelse af tidsskriftet igangsattes i 1911 i Stockholm under redaktion af professor Eli F. Heckscher og docent Gösta Bagge. Tidsskriftets opgave var fortrinsvis politisk, det vil sige, at det skulle beskæftige sig med de for statslivet vigtige emner, hvilke i dette behandledes oversigtligt og let forståeligt, dels i større artikler, dels i en fortløbende række af mindre artikler under rubrikken ”Dagens frågor” (dagens spørgsmål). Flere holdninger kunne gøre sig gældende: redaktionens standpunkt, som var uafhængigt af de forskellige politiske partiers program. De områder, som flittigst behandledes, var det svenske riksdagsarbejde, svensk udenrigspolitik, de økonomiske og sociale forhold, forsvarsspørgsmålet, kirkelige emner, folkedannelsesarbejdet samt litteratur og kunst. 
Til tiddsskriftets faste medarbejdere hørte, udover udgiverne, Herman Brulin, Sam Clason, Sigurd Curman, Carl Hallendorff, Gustaf Stridsberg, Verner Söderberg og Oscar Wieselgren, til de mere fremtrædende tilfældige bidragydere Sune Bergelin, Bertil Boëthius, Hans Ericson, Hjalmar Holmquist, Hugo Jungstedt, Otto Järte, Carl Rosenblad, Nils Rosenblad, Nathan Söderblom, Ernst Herman Thörnberg, Knut Bernhard Westman, Einar af Wirsén og Nils Wohlin. Illustrationer forekom. Tidsskriftet udkom i begyndelsen i otte–ti hæfter om året på sammenlagt mere end 600 sider. Oplaget var først 2.000 eksemplarer, men voksede inden for to år til 3.500. Tidsskriftets redaktion udgav i 1913 Försvarsfrågan. En handledning, som samme år blev trykt i fem oplag, i alt 19.000 eksemplarer.
Tidsskriftet er nedlagt og genopstået flere gange. 